# استفانیا کاردو
استفانیا کاردو (ایتالیایی: Stefania Careddu؛ زادهٔ ۱۳ ژانویهٔ ۱۹۴۵) بازیگر اهل ایتالیا است.
او کارش را با بازی در نقشی کوچک در یکی از فیلم‌های جانی پوچینی آغاز کرد و سپس نقش مهمی را در یکی از فیلم‌های نلو ریسی ایفا نمود. سپس در چندین نقش مکمل در فیلم‌های وسترن اسپاگتی بازی کرد و از هنرپیشگی کناره‌گیری نمود.
از فیلم‌های او می‌توان به آن دوران که به زن‌ها باکره می‌گفتند و نوبت توست که بمیری اشاره کرد.